# 7204 Ondřejov
(7204) Ondřejov, denumire internațională (7204) Ondrejov, este un asteroid din centura principală de asteroizi.

## Descriere
7204 Ondřejov este un asteroid din centura principală de asteroizi. A fost descoperit pe 3 aprilie 1995 la Observatorul din Ondřejov de Petr Pravec. Asteroidul prezintă o orbită caracterizată de o semiaxă mare de 2,67 ua, o excentricitate de 0,12 și o înclinație de 4,9° în raport cu ecliptica.